# TNFRSF13C
Il recettore del fattore di necrosi tumorale 13C è una proteina recettoriale che, nell'essere umano, è codificata dal gene TNFRSF13C e fa parte della superfamiglia dei recettori del fattore di necrosi tumorale.

## Descrizione e funzione
Tale proteina è un recettore transmembrana di tipo III con un singolo dominio extracellulare ricco in fenilalanina e lega BAFF, il fattore attivante i linfociti B, che regola, in vitro, la sopravvivenza periferica di tali cellule.

## Significato clinico
La sovraespressione di BAFF induce, nei ratti, un iperplasia dei linfociti B e una sintomatologia clinica simile a quella del lupus eritematoso sistemico. Dal momento che numerosi pazienti affetti dimostrano un aumentato livello di BAFF nel siero, si suppone che i livelli insolitamente alti di tale proteina possano contribuire alla patogenesi di questa e di altre malattie autoimmuni aumentando la sopravvivenza dei linfociti B autoreattivi.